# Biombo (Guinée-Bissau)
Pour les articles homonymes, voir Biombo.
Biombo est une région de Guinée-Bissau située à l’ouest du pays. Sa capitale est Quinhámel.

## Géographie
La région de Biombo est bordée à l'ouest et au sud par l'océan Atlantique.

## Secteurs

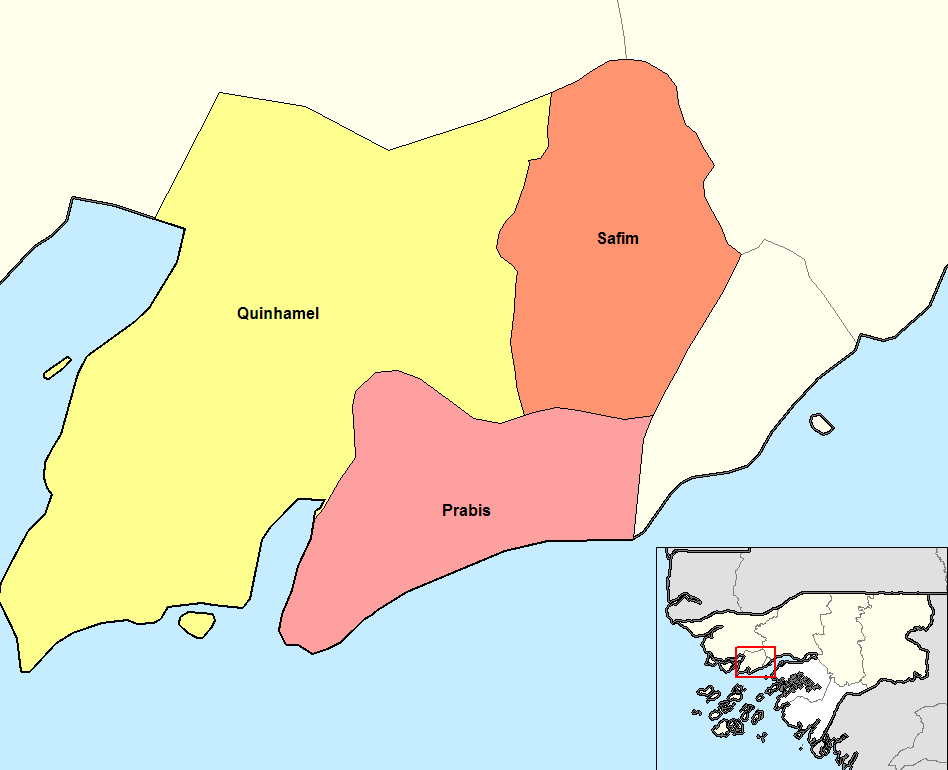
Secteurs de la région de Biombo

La région de Biombo est divisée en 3 secteurs :

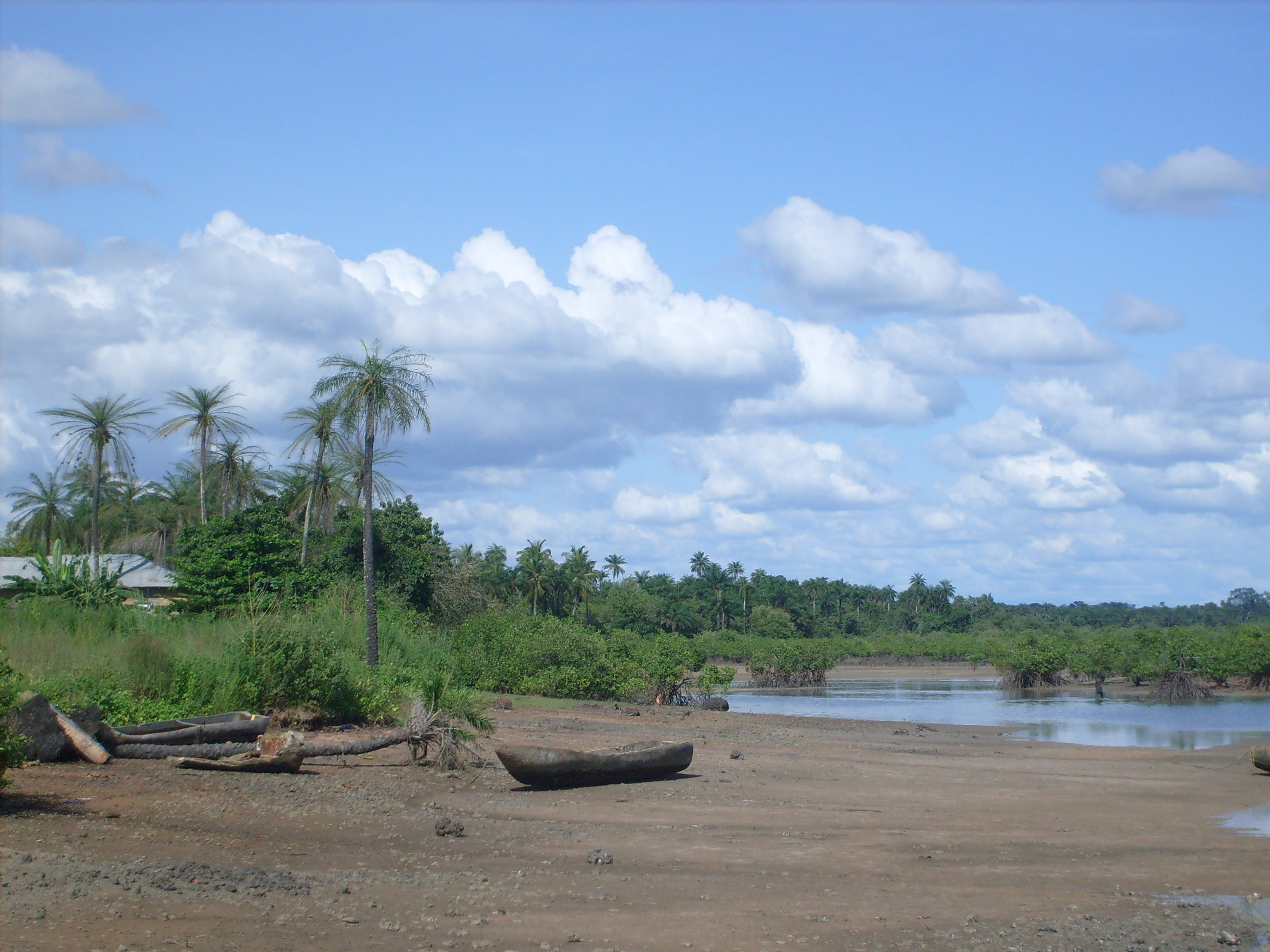
Mangroves le long de la côte

- Prábis
- Quinhámel
- Safim